# 14028 Nakamurahiroshi
14028 Nakamurahiroshi eller 1994 TZ14 är en asteroid i huvudbältet som upptäcktes den 5 oktober 1994 av de båda japanska astronomerna Kazuro Watanabe och Kin Endate vid Kitami-observatoriet. Den är uppkallad efter amatörastronomen Hiroshi Nakamura.
Asteroiden har en diameter på ungefär 4 kilometer.